# Vladímir Romanovski (militar)
Vladímir Zajárovich Romanovski (en ruso: Влади́мир Заха́рович Рома́новский; Véshalovka, Imperio ruso 18 de juniojul./ 30 de junio de 1896greg. - Moscú, Unión Soviética, 5 de septiembre de 1967) fue un oficial militar soviético que combatió durante la Segunda Guerra Mundial donde alcanzó el grado de coronel general (1945). Tuvo un destacado papel, sobre todo en el Sitio de Leningrado y en las distintas ofensivas que el Ejército Rojo lanzó para liberar la ciudad y destruir al Grupo de Ejércitos Norte alemán. Así participó en la operación Chispa, ofensiva de Mga, ofensiva de Leningrado-Nóvgorod, ofensiva de Riga, ofensiva de Pomerania Oriental y finalmente en la batalla de Berlín. 

## Biografía

### Infancia y juventud
Vladímir Romanovski nació el 30 de junio de 1896 en el pueblo de Véshalovka, gobernación de Tambov, en esa época parte del Imperio ruso (actual raión de Lípetsk, óblast de Lípetsk), en el seno de una familia de campesinos. En 1907, se graduó de la escuela de su pueblo natal. A partir de septiembre de 1912, trabajó como minero en la mina de Írmino en el Dombás, hasta junio de 1915 que regresó a su aldea natal de Véshalovka, donde trabajó en la granja familiar.
En agosto de 1915, fue reclutado por el Ejército Imperial Ruso. En 1916, se graduó del equipo de formación y desde entonces participó en la Primera Guerra Mundial como suboficial superior y comandó un pelotón del 8.º Regimiento de Fusileros de Estonia de la 2.ª División de Fusileros en el Frente Rumano. Fue desmovilizado en febrero de 1918 y regresó nuevamente a su aldea natal.
En octubre de 1918, se alistó en el Ejército Rojo. Al principio, estuvo al mando de una compañía en Vseóbuch, desde diciembre de 1918, de una compañía del 208.º regimiento de reserva en Lípetsk. Desde julio de 1919 luchó en la guerra civil rusa en las filas de la 7.ª División de Infantería: primero como comandante de un batallón del 59.º Regimiento de Fusileros, desde septiembre de 1919 como presidente de la célula del partido de la división de artillería y a partir de mayo de 1920, ejerció como comisario político del tren blindado número 60. Luchó en el Frente Oriental contra las tropas del almirante Aleksandr Kolchak, luego en el 12.º Ejército en el Frente Sur contra las tropas de Antón Denikin y contra el ejército polaco durante la guerra polaco-soviética.
Miembro del Partido Comunista de la Unión Soviética desde mayo de 1920. Por su distinción en las batallas en el frente polaco, recibió la Orden de la Bandera Roja.

### Período de entreguerras
Después de la guerra, sirvió en un tren blindado hasta diciembre de 1921. En 1922 se graduó en los cursos de formación avanzada para personal político. Desde junio de 1922 sirvió en el 3.er Regimiento de Fusileros de Verjneúdinsk del 5.º Ejército en el Lejano Oriente como instructor político de la compañía. Cuando la lucha armada antisoviética en Yakutia se intensificó drásticamente en 1923. En julio de 1923, Románovski, fue nombrado comandante-comisario de un destacamento de Fuerzas Especiales (CHON) durante más de dos años, participó en la eliminación de los destacamentos rebeldes en los distritos (raiones) de Kolimá y Verjoyansk de la RASS de Yakutia. Por estas batallas se le otorgó su segunda Orden de la Bandera Roja.

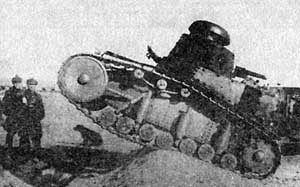
un tanque ligero T-38 durante los combates en el Conflicto sino-soviético de 1929

En septiembre de 1925, regresó al 3.er Regimiento Verjneúdinski como instructor político de una compañía, en enero de 1926 fue nombrado secretario de la oficina del partido del 2.º Regimiento Nérchinski, luego secretario de la comisión del partido de la 1.º División del Pacífico. De agosto de 1929 a mayo de 1930 se desempeñó como comisario del 105.º Regimiento de Fusilerosde la 35.ª División de Fusileros del Distrito Militar de Siberia (Irkutsk) y del Ejército Especial Bandera Roja del Lejano Oriente (OKDVA). Con dicho regimiento participó en el Conflicto sino-soviético en el Ferrocarril del Este de China en octubre-diciembre de 1929. Por estas batallas se le otorgó la tercera Orden de la Bandera Roja. Siendo, en ese momento, uno de los pocos militares soviéticos que habían sido galardonados tres veces con dicha orden.
En 1931, se graduó en los cursos de formación avanzada para personal político en la Academia Político-Militar N.G. Tolmachev. Entre 1931 y 1932, ejerció como comandante-comisario del 11.º Regimiento de Fusileros de Turquestán del Distrito Militar de Leningrado. En 1935 se graduó en la Academia Militar Frunze. En enero de 1936, fue nombrado comandante-comisario del 10.º Regimiento de Fusileros de Turquestán del Distrito Militar de Leningrado y en junio de 1937, asumió el puesto de jefe de la Escuela Militar de Moscú del Comité Ejecutivo Central de toda Rusia.
Desde abril de 1938, fue subcomandante del 2.º Ejército Independiente Bandera Roja del Lejano Oriente. Con dicho ejército participó en la batalla del lago Jasán contra el Ejército Imperial Japonés. Posteriormente, en julio de 1940, asumió el mando del 10.º Ejército (Distrito Militar Especial Oeste) y en marzo de 1941, fue ascendido a subcomandante del Distrito Militar del Volga.

### Segunda Guerra Mundial
Al comienzo de la invasión alemana de la Unión soviética, de junio de 1941 a marzo de 1942, se desempeñó como comandante del Distrito Militar de Arcángel. En abril de 1942 fue enviado al frente, primero como subcomandante, y posteriormente como comandante del 1.er Ejército de Choque (en el Frente del Noroeste). Las tropas de este ejército participaron en la ofensiva de Demiansk en mayo de 1942, que si bien consiguió cercar a parte de las tropas alemanas, fueron incapaces de destruirlas, los intentos posteriores de todos los ejércitos del Frente Noroeste de acabar con la bolsa de Demiansk también fracasaron. Debido principalmente al puente aéreo establecido por la Luftwaffe para abastecer a las tropas cercadas.

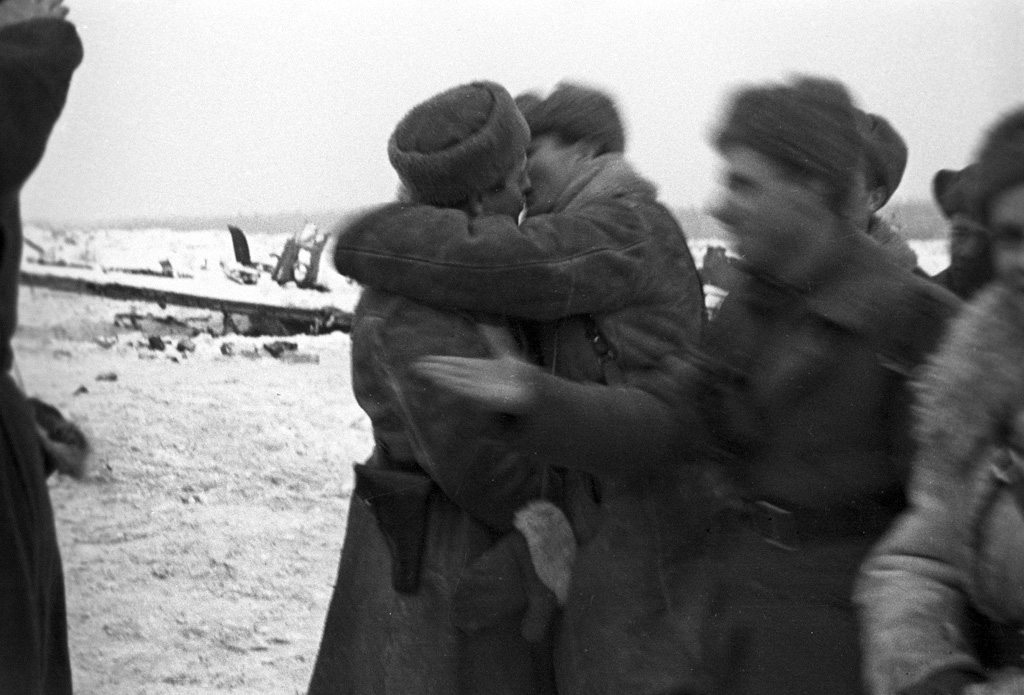
18 de enero de 1943, las tropas del 2.° Ejército de Choque de Vladímir Romanovski y del 67.º Ejército se unen cerca del Asentamiento Obrero n.º 5 rompiendo así el sitio de Leningrado

El 17 de noviembre de 1942, fue relevado del mando del 11.er Ejército de Choque, y permaneció sin destino hasta el 2 de diciembre de 1942, cuando fue nombrado comandante del 2.º Ejército de Choque (en el Frente del Vóljov; al mando del general Kiril Meretskov). Del 12 al 30 de enero de 1943, participó en la Operación Chispa cuyo objetivo principal era levantar el sitio de Leningrado. La operación fue realizada por el 67.º Ejército (Frente de Leningrado) en cooperación con el 2.º Ejército de Choque de Romanovski y la Flota del Báltico con el objetivo de crear una conexión terrestre con Leningrado. Las fuerzas soviéticas se unieron el 18 de enero y el 22 de enero la línea del frente se había estabilizado. La operación abrió con éxito un corredor terrestre de ocho a diez kilómetros de ancho hasta la ciudad. Se construyó rápidamente un ferrocarril ligero (véase Camino de la Victoria) a través del corredor recién liberado que permitió que llegaran más suministros a la ciudad que a través del Camino de la Vida, reduciendo significativamente la posibilidad de captura de la ciudad y cualquier vínculo entre las tropas de Alemania y de Finlandia.
En los meses siguientes, el ejército defendió la línea al sureste de Shlisselburg, y posteriormente participó en la Ofensiva de Mga un intento fallido de ampliar el estrecho corredor abierto por la anterior operación Chispa. Entre octubre y noviembre de 1943, el comandante del Frente de Leningrado el general de ejército Leonid Góvorov ordenó el despliegue del 2.º Ejército de Choque en la cabeza de puente de Oranienbaum, al oeste de Leningrado, desde donde se suponía que iba a asestar un golpe decisivo en la Ofensiva de Leningrado-Novgorod, pero justo antes de la ofensiva del 23 de diciembre de 1943, fue repentinamente relevado de su puesto de comandante y adscrito a la Dirección General de Personal NPO de la URSS.

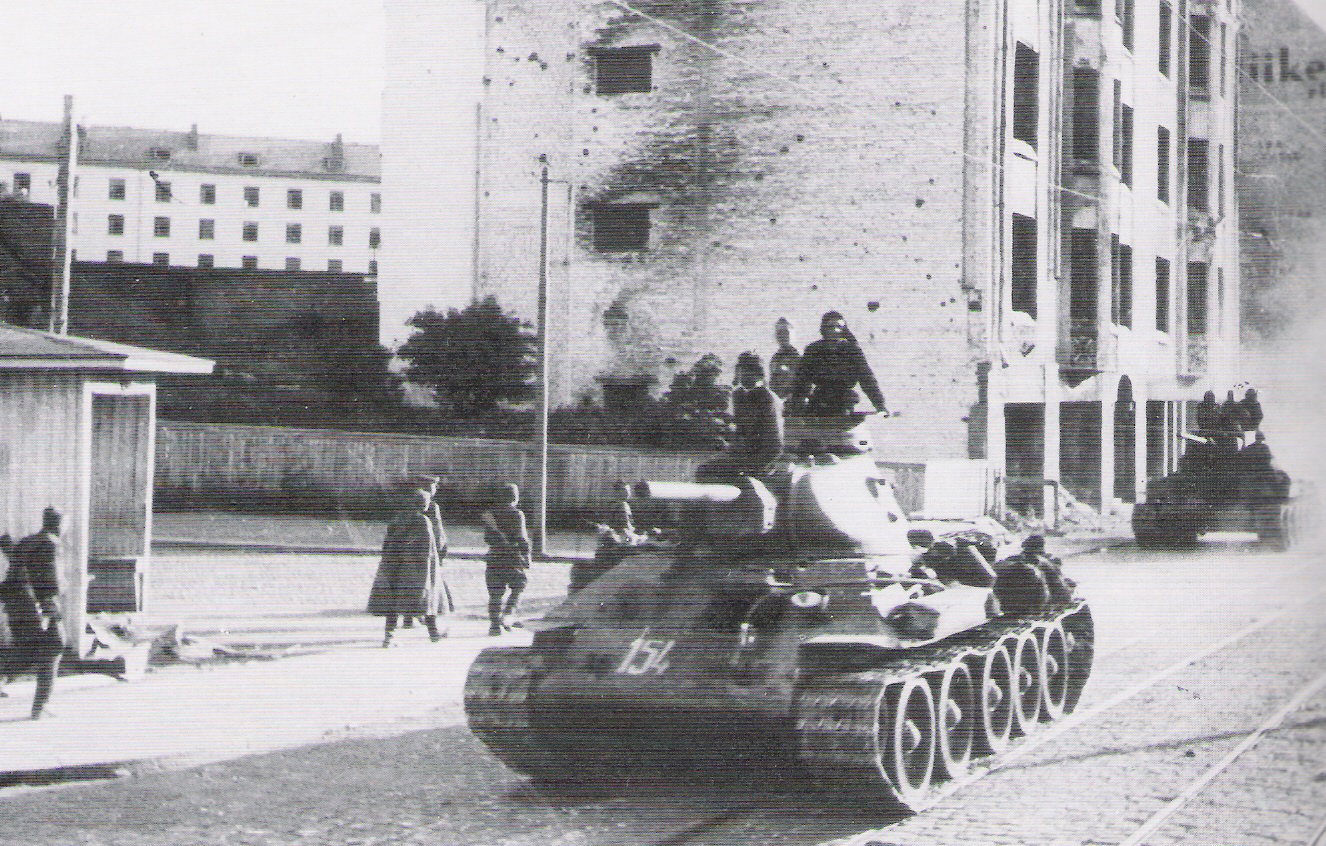
Un tanque T-34 del Frente de Leningrado en combate durante la ofensiva del Báltico

En enero de 1944, fue nombrado subcomandante del Cuarto Frente Ucraniano, con el cual participó en la ofensiva Nikópol-Krivói Rog. Sin embargo, en marzo de 1944, fue nuevamente enviado al Frente de Leningrado, donde, del 14 al 24 de marzo de 1944, asumió el mando del 42.º Ejército en sustitución del coronel general Iván Máslennikov, después fue nombrado comandante del 67.º Ejército puesto en el que permaneció hasta febrero de 1945. Al frente de este último ejército, participó en las ofensivas de Pskov-Óstrov, Tartu, Riga, luego, a partir de octubre de 1944, el ejército participó en el sitio de los restos del Grupo de Ejércitos Norte (ahora llamado Grupo de Ejércitos Curlandia) cercados en la bolsa de Curlandia.
De marzo a junio de 1945, asumió el puesto de comandante del 19.º Ejército (Segundo Frente Bielorruso; al mando del mariscal Konstantín Rokossovski). Durante la ofensiva de Pomerania Oriental, el ejército bajo su mando, en cooperación con el 1.er Ejército de Tanques de la Guardia y el 70.º Ejército y la Flota del Báltico, rodeó y derrotó a las tropas alemanas desplegadas en la zona de Gdynia y, posteriormente, capturó la ciudad y el puerto marítimo de Gdynia, luego bloquearon una gran agrupación de tropas enemigas en la costa oeste de la bahía de Danzig. Entre abril y mayo de 1945, el 19.º Ejército de Románovski participó en la batalla de Berlín, en cooperación con el 2.º Ejército de Choque, despejaron de tropas alemanas las islas de Wolin, Usedom y Rügen. El 9 de mayo, las tropas del ejército aceptaron la rendición de las tropas nazis cercadas en la península de Hel. Ese mismo día, una división del ejército desembarcó desde barcos de la Flota del Báltico en la isla danesa de Bornholm (véase Desembarco de Bornholm) y allí también aceptó la rendición de una gran guarnición alemana de 11 138 soldados y oficiales.

### Posguerra
El 9 de junio de 1945, fue nombrado comandante del Distrito Militar de Vorónezh. De abril de 1946 a 1947 ejerció como comandante del 4.º Ejército de Guardias del Grupo de Fuerzas Central, estacionado en Hungría.
En 1948 se graduó en los Cursos Académicos Superiores de la Academia Militar Superior de Voroshílov (actual Academia Militar del Estado Mayor de las Fuerzas Armadas de Rusia). En abril de 1948, fue nombrado comandante del Distrito Militar del Cáucaso Norte. De junio de 1949 a diciembre de 1951 fue comandante del Distrito Militar de Don. De enero de 1952 a octubre de 1957, fue director de los cursos académicos superiores de la Academia Militar Superior de Voroshílov. Desde octubre de 1957 trabajó como jefe de la Facultad de Formación de Oficiales de las Democracias Populares de la Academia Militar Frunze.
En octubre de 1959, se jubiló por problemas de salud. Después de su jubilación vivió en Moscú hasta su muerte el 5 de septiembre de 1967 y fue enterrado en el cementerio Novodévichi de la capital moscovita.

## Promociones
- Coronel (29 de enero de 1936)
- Kombrig (31 de diciembre de 1938)
- Komdiv (20 de febrero de 1939)
- Komkor (29 de abril de 1940)
- Teniente general (4 de junio de 1940)
- Coronel general (11 de julio de 1945)[4]

## Condecoraciones
A lo largo de su carrera militar, Vladímir Romanovski recibió las siguientes condecoraciones
Unión Soviética
- Orden de Lenin (21 de febrero de 1945)
- Orden de la Bandera Roja, seis veces (5 de enero de 1921, 23 de octubre de 1926, 22 de febrero de 1930, 22 de enero de 1942, 3 de noviembre de 1944 y 20 de junio de 1949)
- Orden de Suvórov de 1.er grado (10 de enero de 1945)
- Orden de Kutúzov de 1.er grado, dos veces (28 de enero de 1943 y 29 de mayo de 1945)
- Orden de Suvórov de 2.do grado (23 de agosto de 1944)
- Medalla por la Defensa de Leningrado
- Medalla por la Defensa del Ártico soviético
- Medalla por la Victoria sobre Alemania en la Gran Guerra Patria 1941-1945
- Medalla Conmemorativa del 20.º Aniversario de la Victoria en la Gran Guerra Patria de 1941-1945
- Medalla del 20.º Aniversario del Ejército Rojo de Obreros y Campesinos
- Medalla del 30.º Aniversario de las Fuerzas Armadas de la URSS
- Medalla del 40.º Aniversario de las Fuerzas Armadas de la URSS
- Medalla Conmemorativa del 250.º Aniversario de Leningrado

República Popular de Polonia
- Cruz del Valor
- Orden de la Cruz de Grunwald de 2.do grado
- Medalla de la Victoria y la Libertad 1945
- Medalla por el Oder, Neisse y el Báltico